# Phylum
Il phylum (/ˈfilum/; plurale phyla), raramente italianizzato in filo, è il gruppo tassonomico gerarchicamente inferiore al regno e superiore alla classe.
Il termine phylum, in Italiano, è sinonimo di tipo quando si riferisce alla zoologia ed è sinonimo di divisione in botanica.
Gli organismi dello stesso phylum hanno un piano strutturale comune (derivato da un antenato comune che per primo ha originato tale piano strutturale), non necessariamente evidente dalla morfologia esterna.

## Nome scientifico
Il nome scientifico latino attribuito a un phylum è sempre un neutro plurale (finisce con la lettera "a"):
- per le piante, termina con -phyta (p.es. Bryophyta, Cycadophyta) che viene reso in italiano con la terminazione -fite (Briofite, Cicadofite);
- per i funghi, termina con -mycota (p.es. Ascomycota, Zygomicota), che viene reso in italiano con la terminazione -miceti (Ascomiceti, Zigomiceti);
- in altri casi la terminazione è più variabile (p.es. Arthropoda, Mollusca, Chordata, Bryozoa), la finale "a" viene trasformata in italiano in "i" (Artropodi, Molluschi, Cordati, Briozoi).

## Phylaconosciuti

### Phyladel regno animale
| Phylum          | Significato                     | Nome comune                    | Caratteristiche distintive | Specie descritte                            |
| --------------- | ------------------------------- | ------------------------------ | --- | ------------------------------------------- |
| Annelida        | Con anelli                      | Anellidi                       | Metameria omonoma di tela corpo Pelle vascolarizzata piena di capillari                                                                  | Oltre 22 000                                |
| Arthropoda      | Con zampa articolata            | Artropodi                      | Metameria eteronoma, appendici articolate, esoscheletro; in questo phylum ricadono gli insetti                                           | Oltre 1 134 000                             |
| Brachiopoda     | Con zampa a braccio             | Brachiopodi                    | Presenza di lofoforo e peduncolo - Vivono in ambiente marino                                                                             | Tra le 300 e le 500                         |
| Bryozoa         | Animale muschio                 | Briozoi                        | Presenza di lofoforo, tentacoli cigliati, ano all'esterno dell'anello cigliare e assenza di penducolo - animali esclusivamente acquatici | 5 000                                       |
| Chaetognatha    | Con mascella di setole          | Vermi freccia                  | Spine chitinose, pinne - ambiente acquatico, fanno parte del plancton                                                                    | Circa 100                                   |
| Chordata        | Dotati di corda                 | Cordati                        | Presenza di notocorda, corda nervosa dorsale, aperture faringee, endostilo e coda post-anale.                                            | Circa 50 000                                |
| Cnidaria        | Urticanti                       | Celenterati                    | Presenza di nematocisti | Circa 11 000                                |
| Ctenophora      | Portatori di pettine            | Ctenofori                      | 8 file di bande provviste di pettini di ciglia                                                                                           | Circa 100                                   |
| Cycliophora     | Portatori di ruota              | Cicliofori                     | Bocca circolare attorniata da piccole ciglia, corpo a forma di sacco.                                                                    | 3                                           |
| Echinodermata   | Con pelle di porcospino         | Echinodermi                    | Simmetria radiale pentamera, spine calcificate mesodermali                                                                               | Circa 7 000 esistenti, circa 13 000 estinte |
| Entoprocta      | Con ano interno                 | Vermi calice                   | Ano all'esterno dell'anello cigliare | Circa 150                                   |
| Gastrotricha    | Con stomaco peloso              | Gastrotrichi                   | Due tubi adesivi nella parte posteriore                                                                                                  | Circa 690                                   |
| Gnathostomulida | Con apertura dotata di mascella | Gnatostomulidi, vermi mascella | Bocca con mascelle | Circa 100                                   |
| Hemichordata    | Mezzo cordati                   | Emicordati                     | Stomocorda, aperture faringeali | Circa 100                                   |
| Kinorhyncha     | Con proboscide mobile           | Chinorinchi                    | Pseudometameria ad undici segmenti | Circa 150                                   |
| Loricifera      | Dotati di armatura              | Loriciferi                     | Presenze di un involucro di pliche circolari                                                                                             | Circa 122                                   |
| Micrognathozoa  | Animali con piccola mascella    | Micrognatozoi                  | Torace a fisarmonica | 1                                           |
| Mollusca        | Molli                           | Molluschi                      | Piede muscolare e mantello | Circa 112 000                               |
| Nematoda        | A filo                          | Nematodi                       | | Circa 18 500                                |
| Nematomorpha    | A forma di filo                 | Nematomorfi                    | | Circa 230                                   |
| Nemertea        |                                 | Nemertini                      | | Circa 1 000                                 |
| Onychophora     | Portatori di unghie             | Onicofori                      | | Circa 80                                    |
| Phoronida       |                                 | Foronidei                      | | 15                                          |
| Placozoa        | Animali a placca                | Placozoi                       | | 4 esistenti 1 estinto                       |
| Platyhelminthes | Vermi piatti                    | Platelminti (vermi piatti)     | | Circa 20 000                                |
| Porifera        | Portatori di fori               | Poriferi, Spugne               | Presenza di Pori | Circa 9 000                                 |
| Priapulida      | A forma di fallo                | Priapulidi, vermi cactus       | | 15                                          |
| Rhombozoa       |                                 | Rombozoi                       | | Circa 50                                    |
| Rotifera        | Portatori di ruote              | Rotiferi                       | | Circa 2 200                                 |
| Tardigrada      |                                 | Tardigradi                     | | Circa 1 000                                 |
| Xenacoelomorpha | Forme strane prive di cavità    |                                | Animali marini, privi di cavità corporea, con una simmetria bilaterale e una struttura anatomica semplice                                | Circa 400                                   |